# Леверт, Карис
Карис Леверт (англ. Caris LeVert; род. 25 августа 1994 года Колумбус, Огайо, США) — американский профессиональный баскетболист, выступающий за клуб НБА «Атланта Хокс». Играет на позициях атакующего защитника и лёгкого форварда. Выступал за команду университета Мичиган в студенческом баскетболе. Был выбран на драфте НБА 2016 года в первом раунде под общим двадцатым номером.

## Ранние годы
Карис Леверт родился и вырос в Северо-Восточном Колумбусе, но во втором классе переехал в Пикерингтон. В сезоне 2011/2012 году при его участии команда средней школы Пикерингтон Централ выиграла 26 матчей и проиграла 2 встречи, и стала чемпионом штата первого дивизиона 2012 года. По окончании сезона 2011/2012 Associated Press включила Кариса Леверта во вторую сборную звёзд школьного баскетбола штата Огайо, а газета Columbus Dispatch назвала его игроком года школы Пикерингтон Централ. Во время учёбы в школы Карис Леверт не был рекрутирован ни одной баскетбольной программой студенческого баскетбола США, а сам игрок посетил только Университет штата Алабама. В ноябре 2011 года Карис пообещал выбрать баскетбольную программу университета Огайо тренеру Джону Гроусу. Тем временем его будущие партнёры по «Вулверинс» Митч Макгэри и Ник Стаускас присоединились к Гленну Робинсону III, который выбрал баскетбольную программу университета Мичиган. В ноябре 2011 года Мичиганский университет вошёл в топ-пять класса по рекрутингу будущих студентов-баскетболистов.
Когда в марте 2012 года Джон Гроус возглавил баскетбольную программу Иллинойсского университета в Урбане-Шампейне, Карис Леверт передумал и решил связать себя с Мичиганским университетом. По иронии судьбы победа «Огайо Бобкэтс» в плей-офф конференции Big Ten 2012 над «Мичиган Вулверинс» привела к тому, что Джон Гроус, который тренировал команду университета Огайо, был нанят «Иллинойс Файтинг», а Карис Леверт отозвал свое национальное письмо о намерениях выступать за «Огайо Бобкэтс».

## Карьера в колледже
По итогам регулярного сезона 2011/2012 в конференции Big Ten «Мичиган Вулверинс» разделил первое место с двумя другими командами. Команда из университета Мичиган потеряла двух сокапитанов Зака Новака и Стюарта Дагласа, которые завершили обучение. Также она недосчиталась трёх игроков, которые решили сменить баскетбольные программы. Ядро «Мичиган Вулверинс» составляли Трей Бёрк и Тим Хардуэй (младший).

### Первый курс

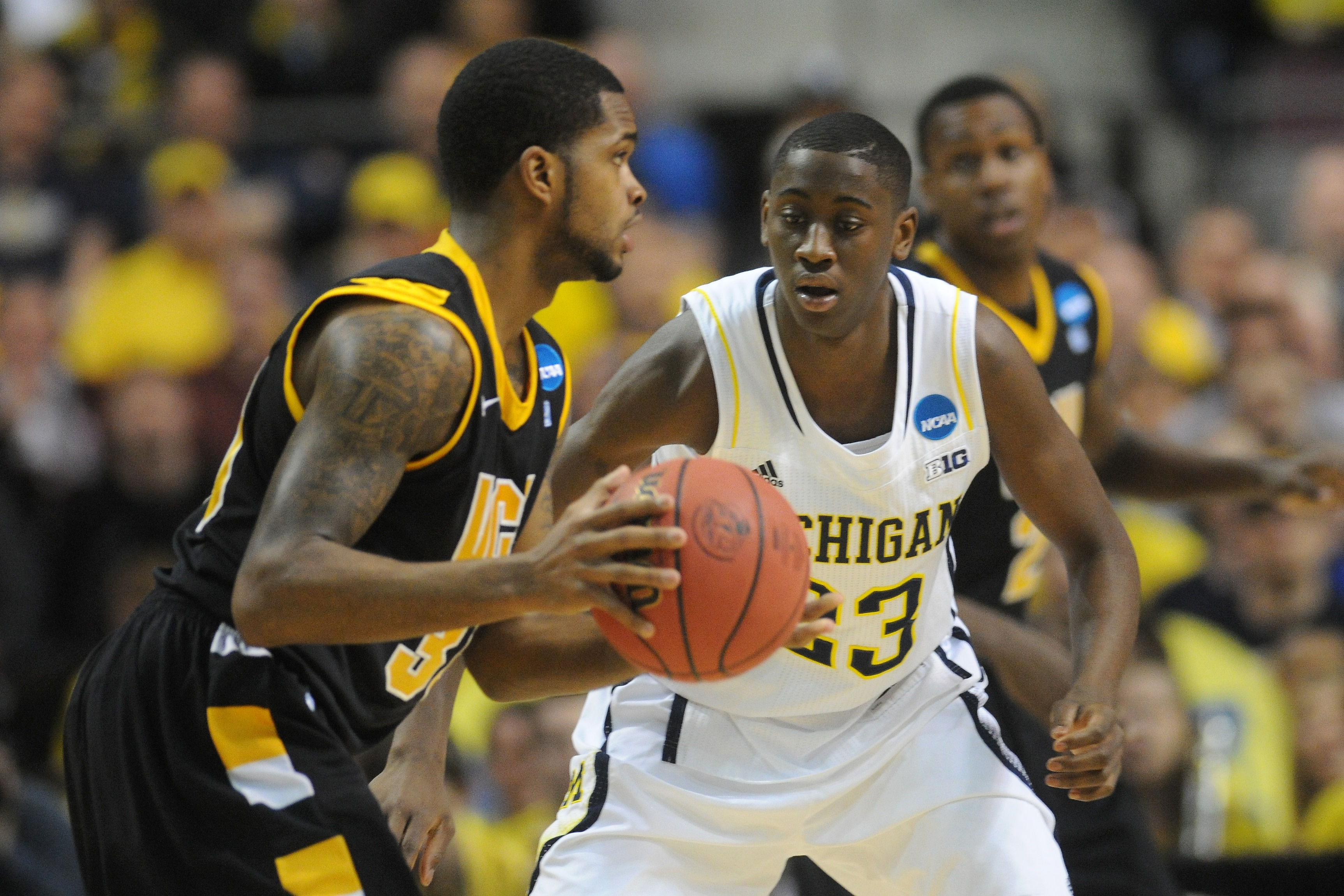
Леверт защищается против игрока ВКУ Рэмс на турнире первого дивизиона NCAA 2013 года

Когда Карис Леверт прибыл в университета Мичиган, его вес был около 69 кг. Как первокурсник в ротации игроков «Мичиган Вулверинс» на позициях атакующего защитника и лёгкого форварда он оказался позади Ника Стаускаса, Гленна Робинсона, Тима Хардуэя и Мэтта Воргича, и как результат он не играл первые шесть матчей сезона. Кроме Леверта новичками «Мичигана» были Спайк Альбрехт, Макгэри, Робинсон, Стаускас. Главный тренер «Вулверинс» Джон Бейлейн решил отвести роль Карису Леверту как игроку, который защищается на периметре. 1 декабря 2012 года Леверт дебютировал за команду Мичиганского университета в поединке против «Брэдли Брэйвз». Он сыграл 7 минут со скамейки запасных и в статистическом протоколе матча не отметился. К концу декабря Карис стал партнёром Трея Бёрка для игры один на один после тренировок. Карис Леверт дебютировал как игрок стартового состава «Мичиган Вулверинс» 29 декабря 2012 года в матче против центрального мичиганского университета, когда Тим Хардуэй не играл. На счету Кариса было 9 очков и 5 передач. В своем дебютном сезоне он в среднем за игру набирал 2,3 очка за 11 минут игрового времени. Карис Леверт ни разу в сезоне 2012/2013 не преодолевал отметку десять набранных очков и более. Но на его счету было 8 очков в победных матчах турнира конференции Big Ten против «Иллинойс Файтинг» и «Мичиган Стэйт Спартанс», а также в полуфинальной встречи против «Сиракьюс Орандж» финала четырёх мужского баскетбольного турнира первого дивизиона NCAA 2013.

### Второй курс

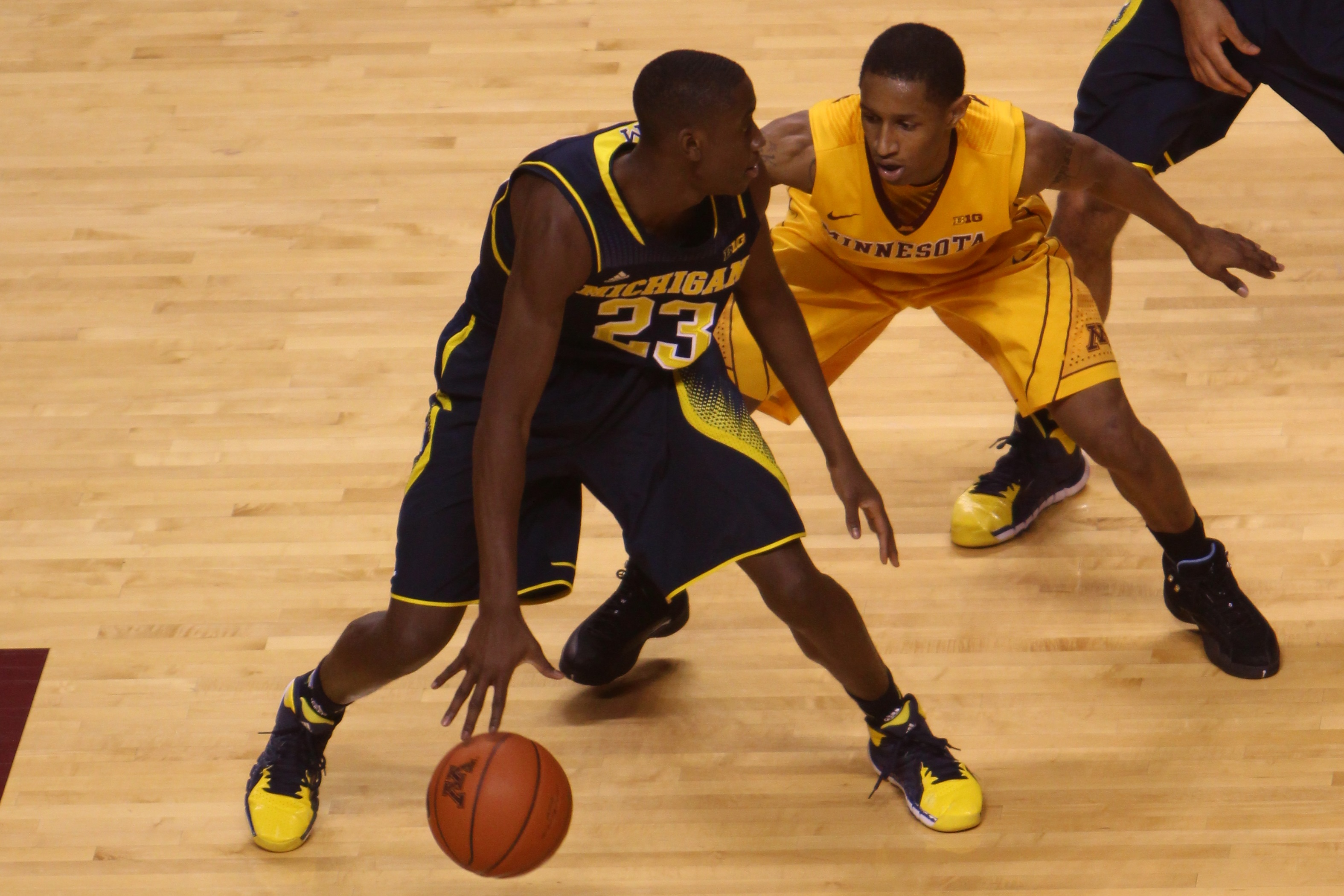
Леверт в сезоне 2013/2014 в матче против «Миннесоты»

Однокурсники Леверта сделали себе имена на первом курсе. Весной и летом 2013 года Карис Леверт и Ник Стаускас проводили совместные тренировки, вместе работали в тренажёрном зале. После начало сезона 8 ноября Карис впервые в карьере набрал 17 очков, к которым добавил 5 подборов, в матче против «Юмасс Лоуэлл Ривер Хокс». 12 ноября на его счету были рекордные 24 очка в поединке против «Южная Каролина Стэйт Бульдогз». 3 декабря в матче против «Дьюк Блю Девилз» Карис Леверт вновь набрал 24 очка, он забил 7 из 7 штрафных бросков. 18 января 2014 года «Мичиган Вулверинс» впервые с 1999 года одержал победу над «Висконсин Бэджерс». «Бэджерс» стал самым высокопоставленным соперником, которого «Вулверинс» обыграли в гостях. В самом матче Карис набрал 20 очков и впервые в карьере сделал 4 перехвата. 30 января 2014 года Леверт в поединке против «Пердью Бойлермейкерс» впервые сделал дабл-дабл из 14 очков и 11 подборов, которые стали для него рекордными в карьере. 16 февраля 2017 года в матче «Висконсин Бэджерс» Карис Леверт обновил свой рекорд результативности до 25 очков. «Мичиган Вулверинс» выиграл регулярный чемпионат конференции Big Ten сезона 2013/2014 впервые с 1986 года. Тренеры и медиа выбрали Леверта во вторую сборную звёзд конференции Big Ten 2014 года. Ассоциация профессиональных баскетбольных журналистов США (USBWA) включила Кариса Леверта в сборную all-District V (Огайо, Индиана, Иллинойс, Мичиган, Миннесота, Висконсин). «Мичиган Вулверинс» в 1/8 финала мужского баскетбольного турнира первого дивизиона NCAA 2014 (финал Среднезападного региона). Карис Леверт вошёл в сборную всех звёзд турнира Среднезападного региона.
12 мая 2014 года Карис Леверт перенес операцию на ноге поводу стрессового перелома. Ожидалось, что ему на реабилитацию понадобится 8-10 недель и он сможет принять участие в поезде в Европу в августе месяце вместе с «Мичиган Вулверинс». Карис преступил к тренировкам перед самой поездкой в Италию, где «Вулверинс» сыграли 4 матча за 10 дней.

### Третий курс

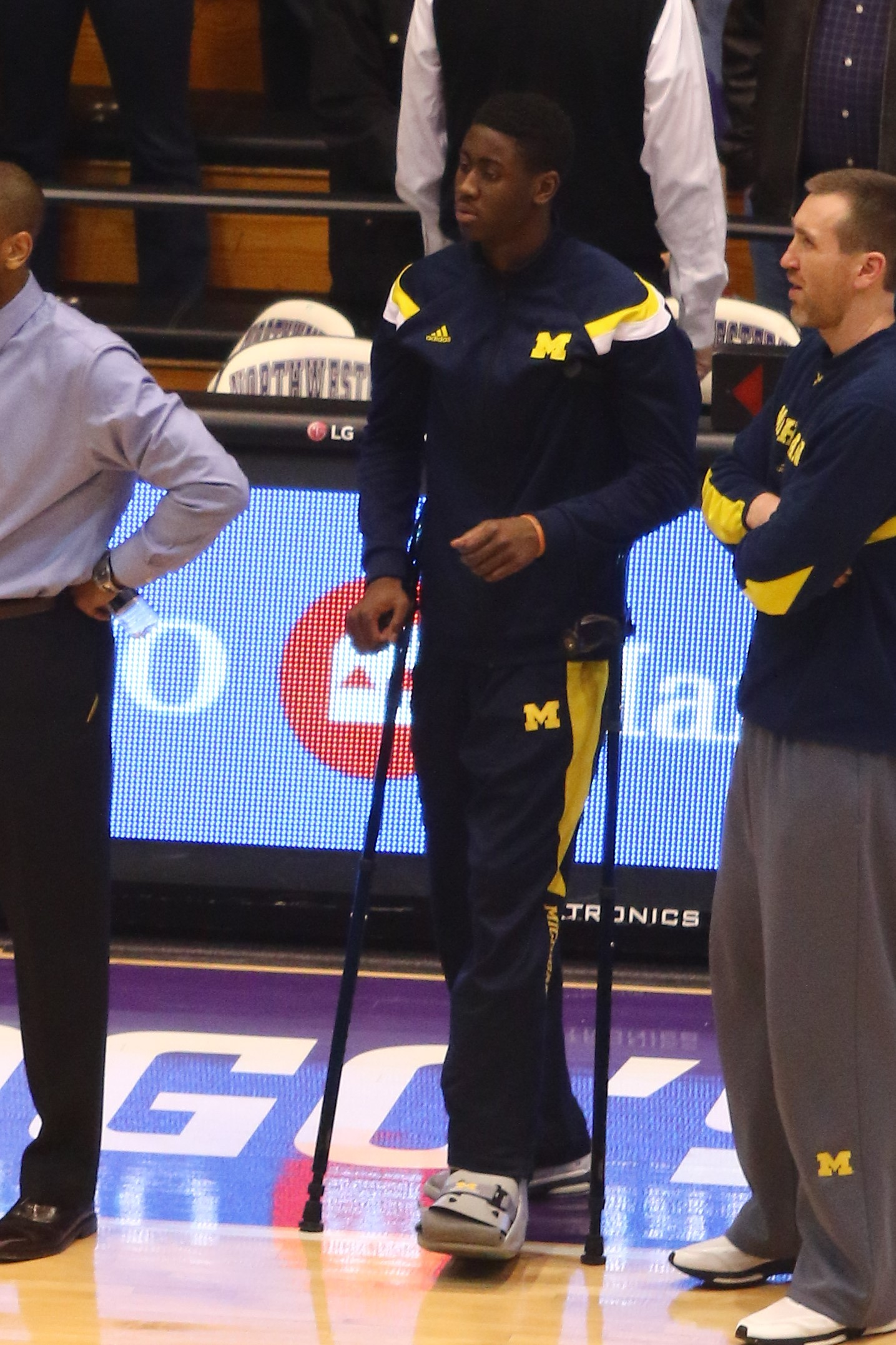
Сезон Кариса Леверта прервался в январе 2015 года

Перед началом сезона 2014/2015 Карис Леверт вошёл в предсезонную сборную звёзд конференции Big Ten. Леверт был выбран NBC Sports в их предсезонную первую сборную звёзд Америки студенческого баскетбола. SB Nation, Blue Ribbon College Basketball Yearbook, Bleacher Report, Sports Illustrated, CBSSports.com включили его в свои вторые сборные звёзд, а USA Today поставили Кариса в третью сборную звёзд. В предсезонном рейтинге ESPN 100 лучших игроков студенческого баскетбола он занял 13-е место. Карис Леверт вошёл в число 50 предсезонных номинантов на награду Приз имени Джона Вудена. Кариса назвали в расширенном списке кандидатов на награду Приз имени Оскара Робертсона. Его также включили в число соискателей на награду Приз Нейсмита лучшему игроку года среди студентов.

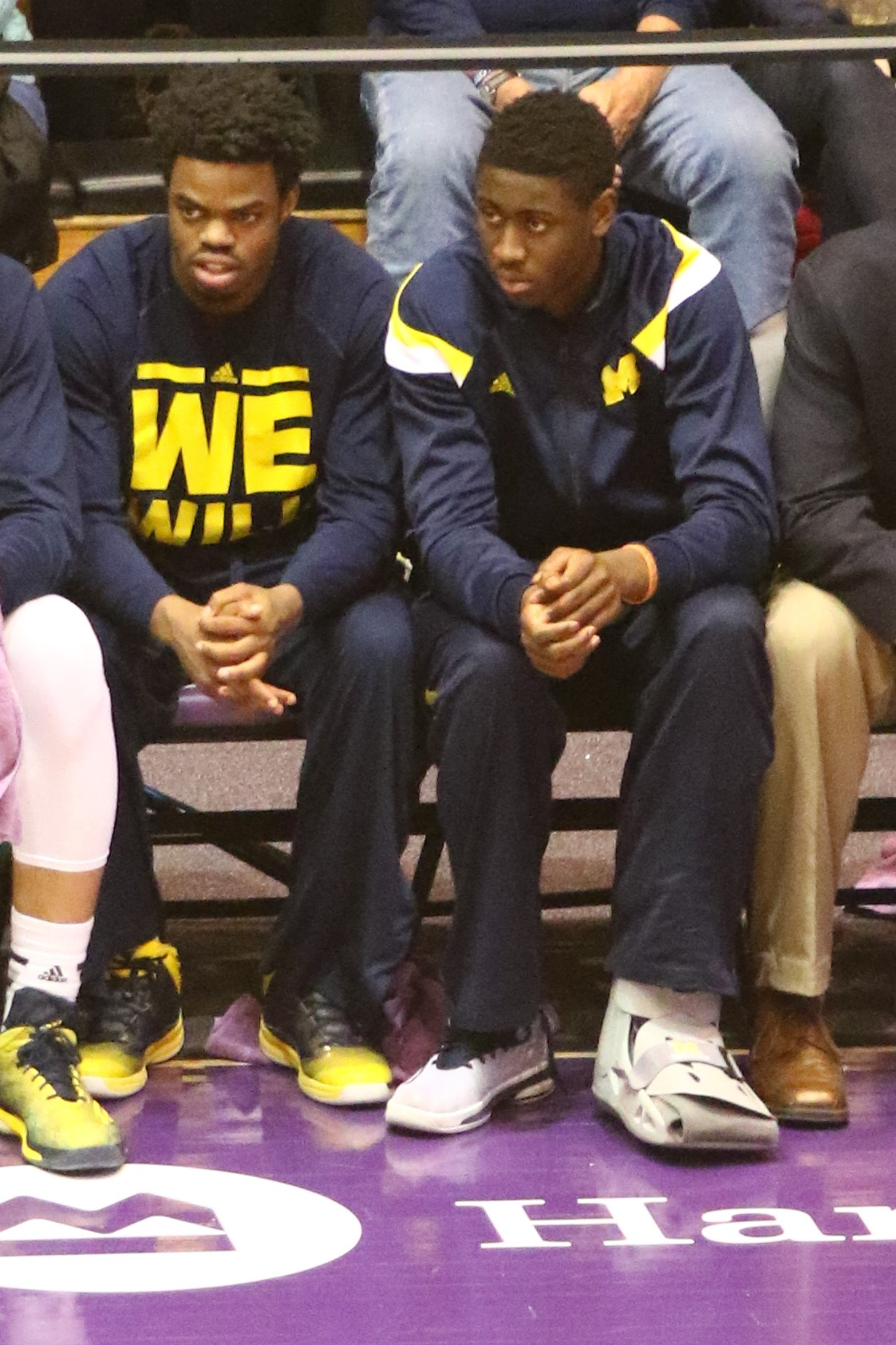
Карис Левер и Деррик Уолтон на скамейке запасных «Мичиган Вулверинс» в январе 2015 года

 Карис Леверт и Спайк Альбрехт были назначены сокапитанами «Мичиган Вулверинс». В первом матче сезона 15 ноября 2014 года против команды колледжа Хилсдейл он обновил свой рекорд по передачам до 9. 24 ноября в поединке против «Орегон Дакс» Леверт впервые в студенческом баскетболе забил 11 штрафных бросков, что помогла "Вулверинс"победить со счетом 70 на 63 и выйти в финал Легенды классика. 6 декабря во встречи против команды технологического института Нью-Джерси Карис Леверт впервые набрал 32 очка и повторил свой рекорд по перехватам, который равен 4. 4 января 2015 года на его счету в статистическом протоколе матча против «Миннесота Голден Гоферс» было вновь рекордных 4 перехвата. 17 января 2015 года в поединке против команды Северо-Западного университета Карис Леверт вновь травмировал ногу, на которой он перенес операцию в мае 2014 года, и должен был пропустить остаток сезона. До травмы Карис был первым в «Мичиган Вулверинс» в ряде статистических показателей за игру: очки — 14,9; подборы — 4,9; передачи — 3,7; перехваты — 1,7; минуты — 35,8. До начала марта Карис Леверт передвигался на костылях, а до начала апреля он ходил в защитном ботике.
Предполагалось, что Карис Леверт будет выбран в первом раунду драфта НБА 2015 года. Но скауты почувствовали после его травмы, что его запас на драфте был поврежден. По окончании сезона Карис обратился к Консультативному комитету НБА по студентам за оценкой, чтобы узнать под каким номером он проецируется на драфте. Но он ещё раз обратится к комитету за оценкой, чтобы решить продолжить обучение или участвовать в драфте НБА 2015 года. 21 апреля 2015 года Леверт сообщил, что он остается на четвёртый курс мичиганского университета. 27 апреля 2015 года Сэм Веини из CBSSports.com написал, что Карису Леверту нужно улучшить принятие решений при пик-н-ролле, работать над позиционным нападением и обороной, особенно против заслонов.

### Четвертый курс
Перед началом сезона 2015/2016 Карис Леверт второй год вошёл подряд в предсезонную сборную звёзд конференции Big Ten. Он стал четвёртым игроком «Мичиган Вулверинс», которого включили в предсезонную сборную звёзд несколько раз. Он был одним из трёх номинантов из конференции Big Ten на награду Приз имени Джерри Уэста. В предсезонном рейтинге 100 лучших игроков студенческого баскетбола по мнению ESPN Карис Леверт был 16-м, а NBC Sports поставило его на 23-е место. Кариса включили в число соискателей на награду
Приз имени Джона Вудена. Леверт вошёл в число 50 номинантов на награду Приз Нейсмита лучшему игроку года среди студентов.
Кариса Леверта назвали в расширенном списке кандидатов на награду Приз имени Оскара Робертсона.
После того, как Карис Леверт пропустил последние 14 игр сезона 2014/2015, он в первом матче нового сезона против команды Северного Мичиганского университета набрал 18 очков и отдал 5 передач. 16 ноября во встречи против команд университета Илона Леверт повторил свой рекорд по перехватам в игре, который равен четырём. 5 декабря в поединке против команды Хьюстонского баптистского университета Карис впервые сыграл на позиции разыгрывающего защитника в стартовом составе «Мичиган Вулверинс», в статистическом протоколе матча на его счету было 25 очков и 8 подборов. 8 декабря в проигранной встречи против команды южного методистского университета он забил 1 из 13 бросков с игры, а с линии штрафного броска направил в цель 3 броска из 6 попыток. 15 декабря 2015 года в статистическом протоколе матча против команды университета Северного Кентукки на счеты Кариса Леверта был трапл-дабл из 13 очков, 10 подборов и 10 передач. Карис стал четвёртым игроком в истории «Мичиган Вулверинс», который трипл-дабл. В этом же матче Леверт преодолел отметку 1000 набранных очков за баскетбольную команду университета Мичиган. 21 декабря 2015 года Карис Леверт разделил награду игрока недели конференции Big Ten с Малкольм Хиллом после того как, он сделал трипл-дабл и набрал 19 очков в поединке против команды государственного университета Янгстауна. 30 декабря 2015 года в поединке против команды Иллинойсского университета Карис Леверт сделал дабл-дабл из 22 очков и 10 передач. Леверт не играл 2 января против команды университета штата Пенсильвания из-за травмы левой ноги. Он лидировал в «Мичиган Вулверинс» по статистическим показателям очки за игру, передачи за игру, подборы за игру.
13 января 2016 года Карис вошёл в число 4 баскетболистов конференции Big Ten (другие Дензел Валентайн, Мело Тримбл, Джаррод Утофф), которые вошли в список 25 игроков награды Вудена межсезонья. Перед началом шестой пропущенной Левертом игрой главный тренер «Вулверинс» Джон Бейлейн сообщил, что травма левой ноги игрока не связана с двумя предыдущими перелома левой ноги Кариса. 2 февраля 2016 года Карис Леверт вошёл в десятку финалистов награды Приз имени Джерри Уэста несмотря на то, что не играл в 8 из 20 матчей «Мичиган Вулверинс».

## Карьера в НБА

### Бруклин Нетс (2016—2021)
За день до драфта НБА 2016 года Карис Леверт написал открытое письмо генеральным менеджерам клубов НБА о том, что он сможет играть в НБА несмотря на травмы ноги. 23 июня 2016 года Карис был выбран на драфте НБА 2016 года под общим 20-м номером командой «Индиана Пэйсерс». Он стал пятым игроком «Мичиган Вулверинс», который был выбран в первом раунде драфта НБА с 2013 года. 7 июня 2016 года права с драфта на Кариса Леверта вместе драфт-пиком второго раунда были обменяны «Пэйсерс» в «Бруклин Нетс» на Таддеуса Янга. 14 июля 2016 года Леверт подписал контракт с «Нетс». Он пропустил Летную лигу НБА 2016 года и предсезонные сборы. Карис возобновил тренировки в начале регулярного сезона. Он дебютировал в НБА в матче против «Денвер Наггетс». За 9 минут игрового времени Леверт ни забил ни одного из трёх бросков с игры, зато взял 4 подбора и сделал 3 перехвата. 30 декабря 2016 года в матче «Вашингтон Уизардс» он впервые в карьере преодолел отметку 10 набранных очков (на счету Кариса было 12 баллов в графе результативность), но в то же самое время его бывший партнёр по «Мичиган Вулверинс» Трей Бёрк набрал 27 очков. 3 февраля 2017 года Карис Леверт в матче против «Индиана Пэйсерс» впервые в карьере вышел в стартовом составе «Нетс». 6 апреля в матче против «Орландо Мэджик» он набрал 20 очков, что стало его наивысшей результативности в НБА. Несмотря на пропуск части матчей регулярного сезона Карис Леверт был близок к включению в сборную новичков: он занял 12 место в голосовании.
Карис Леверт принял участие в Летней лиге НБА 2017 года. 12 октября 2017 года «Бруклин Нетс» воспользовался опцией и продлил с ним
контракт новичка на третий сезон. В первом матче сезона 2017/2018 партнёр Кариса по команде Джереми Лин получил травму, в результате которой Лин должен пропустить оставшуюся часть регулярного сезона. Травма Джереми повлекла изменение ротации и игрового времени игроков «Бруклин Нетс». Аллен Крэбб во 2-й игре регулярного сезона выходил в стартовом составе «Нетс» на позиции атакующего защитника. Но 22 октября 2017 года Карис Леверт в матче против «Атланта Хокс» впервые в сезоне вышел в стартовой пятерки. Он набрал 16 очков, сделал 6 подборов, отдал 4 передачи и совершил 3 перехвата. 6 ноября 2017 года в поединке против «Финикс Санз» Карис вновь стал игроком ротации со скамейки запасных, а в самом матче против «Санз» впервые в НБА сделал 5 перехватов. 4 декабря 2017 года во встречи против «Атланта Хокс» игрок впервые в сезоне набрал 17 очков. В связи с травмами Джереми Лина и Д’Анджело Расселла главный тренер «Бруклин Нетс» Кенни Эткинсон сделал Кариса Леверта запасным разыгрывающим защитником после Спенсера Динвидди и был поражен росту его навыков на новой позиции. 7 декабря 2017 года в день своего дебюта в НБА Карис в поединке против «Оклахома-Сити Тандер» сделал дабл-дабл из 21 очка и 10 передач, тем самым он обновил свои рекорды по очкам и передачам. Леверт на некоторых отрезках матча был опекуном действующего MVP лиги Расселла Уэстбрука, который забил 10 бросков с игры из 26 попыток. 27 декабря 2017 года во встрече против «Сакраменто Кингз» игрок набрал рекордные для себя 22 очка. 29 декабря 2017 года в матче против «Майами Хит» Карис Леверт впервые в НБА отдал 11 передач своим партнёрам по команде. Карис был единственным игроком «Бруклин Нетс», который сыграл в первых 37 матчах регулярного сезона. Он пропустил 38 игру «Нетс» в сезоне с «Миннесота Тимбервулвз» из-за травмы.
15 октября 2018 года «Бруклин Нетс» воспользовался опцией и продлил с ним контракт новичка на четвёртый сезон. 17 октября 2018 года в первом матче регулярного сезона 2018/2019 против «Детройт Пистонс» Карис Леверт повторил свой рекорд по результативности, который был равен 27 очков. Игрок в концовке поединка мог забить потенциально победный бросок, но допустил потерю и «Бруклин» проиграл встречу. 19 октября в матче против «Нью-Йорк Никс» Карис впервые в НБА набрал 28 очков. За 1 секунду до конца игры Леверт забил двухочковый бросок, который принес победу «Нетс». 2 ноября 2018 года во встречи против «Хьюстон Рокетс» обновил свой рекорд результативности до 29 очков. 19 ноября 2018 года в поединке против «Денвер Наггетс» игрок набрал 17 очков, но вновь забил победный бросок за 0,3 секунды до конца основного времени матча. 12 ноября 2018 года в матче против «Миннесота Тимбервулвз» за 3,7 секунды до конца второй четверти Карис получил травму правой ноги. На следующий день углубленное медицинское исследование показало, что у Леверта выявлен подтаранный вывих стопы правой ноги. Игроку не потребуется хирургическое вмешательство и он вернется в строй после реабилитации в течение регулярного сезона. В первых 14 матчах регулярного сезона Карис в среднем набирал 18,4 очка. По состоянии на 13 ноября 2018 года Карис Леверт был единственным игроком НБА, который забил не один победный бросок за 10 секунд до конца основного времени матча или овертайма. После пропуска из-за травмы 42 игр Карис сыграл в матче против «Чикаго Буллз». За 15 минут игрового времени он набрал 11 очков, отдал 4 передачи и сделал 5 перехватов.
26 августа 2019 года Карис продлил контракт с «Бруклин Нетс». 4 января 2020 года Леверт вернулся на паркет после травмы (растяжение связок большого пальца правой руки). Он набрал 13 очков в матче против «Торонто Рэпторс». 3 февраля 2020 года во встрече против «Финикс Санз» игрок повторил свой рекорд результативности, который был равен 29 очков. 8 февраля Карис Леверт в матче против «Торонто Рэпторс» впервые в НБА набрал 37 очков. Он забил 6 подряд трёхочковых бросков в матче, но не реализовал бросок из-за дуги на победу на последних секундах. 3 марта 2020 года Карис обновил свой рекорд результативности до 51 очка в поединке против «Бостон Селтикс». 6 марта игрок во встречи против «Сан-Антонио Спёрс» сделал первый трипл-дабл из 27 очков, 11 подборов и 10 передач. На матче впервые в Барклайс-центре присутствовал легенда «Нетс» Джулиус Ирвинг.
8 января 2021 года в поединке против «Мемфис Гриззлис» установил свой рекорд результативности в сезоне 2020/2021, который равен 42 очка.

### Индиана Пэйсерс (2021—2022)
16 января 2021 года в результате обмена, связанного с переходом Джеймса Хардена в «Бруклин Нетс», Леверт был отправлен в «Индиана Пэйсерс». Медицинский осмотр выявил у игрока небольшую опухоль в районе левой почке и он выбыл на неопределённый срок. 25 января 2021 года Карис успешно перенес операцию по поводу опухоли у левой почки, дальнейшее лечение игроку не требуется.

### Кливленд Кавальерс (2022—2025)
6 февраля 2022 года Леверт вместе с выбором во втором раунде 2022 года попал в «Кливленд Кавальерс» в обмен на Рики Рубио, защищенный выбор первого раунда 2022 года и два выбора второго раунда (2022 и 2027 годов).
9 февраля 2022 года Леверт дебютировал в составе «Кавальерс», набрав 11 очков в победе над «Сан-Антонио Спёрс».
6 июля 2023 года Леверт подписал новый контракт с «Кавальерс».

### Атланта Хокс (2025—настоящее время)
6 февраля 2025 года Леверт вместе с Джорджесом Ниангом, тремя пиками второго раунда и двумя правами на обмен выборов на драфте был обменян в «Атланту Хокс»  на Де'Андре Хантера.

## Личная жизнь
Карис Леверт является сыном Кима и Дэррил Леверт. Он имеет брата Дэррила Леверта, который младше его на 11 месяцев. Его мать Дэррил является учительницей первого класса в общественных школах Колумбуса. Его отец Ким был графическим дизайнером и умер 4 апреля 2010 года в возрасте 46 лет. Эдди Леверт, который известен как вокалист The O’Jays, является родственником Кариса Леверта.

## Статистика

### Статистика в НБА
| Сезон                                                                                    | Команда  | Регулярный сезон | Регулярный сезон | Регулярный сезон | Регулярный сезон | Регулярный сезон | Регулярный сезон | Регулярный сезон | Регулярный сезон | Регулярный сезон | Регулярный сезон | Регулярный сезон | Серия плей-офф | Серия плей-офф | Серия плей-офф | Серия плей-офф | Серия плей-офф | Серия плей-офф | Серия плей-офф | Серия плей-офф | Серия плей-офф | Серия плей-офф | Серия плей-офф |
| Сезон                                                                                    | Команда  | GP               | GS               | MPG              | FG%              | 3P%              | FT%              | RPG              | APG              | SPG              | BPG              | PPG              | GP             | GS             | MPG            | FG%            | 3P%            | FT%            | RPG            | APG            | SPG            | BPG            | PPG            |
| ---------------------------------------------------------------------------------------- | -------- | ---------------- | ---------------- | ---------------- | ---------------- | ---------------- | ---------------- | ---------------- | ---------------- | ---------------- | ---------------- | ---------------- | -------------- | -------------- | -------------- | -------------- | -------------- | -------------- | -------------- | -------------- | -------------- | -------------- | -------------- |
| 2016/17                                                                                  | Бруклин  | 57               | 26               | 21,7             | 45,0             | 32,1             | 72,0             | 3,3              | 1,9              | 0,9              | 0,1              | 8,2              | Не участвовал  | Не участвовал  | Не участвовал  | Не участвовал  | Не участвовал  | Не участвовал  | Не участвовал  | Не участвовал  | Не участвовал  | Не участвовал  | Не участвовал  |
| 2017/18                                                                                  | Бруклин  | 71               | 10               | 26,3             | 43,5             | 34,7             | 71,1             | 3,7              | 4,2              | 1,2              | 0,3              | 12,1             | Не участвовал  | Не участвовал  | Не участвовал  | Не участвовал  | Не участвовал  | Не участвовал  | Не участвовал  | Не участвовал  | Не участвовал  | Не участвовал  | Не участвовал  |
| 2018/19                                                                                  | Бруклин  | 40               | 25               | 26,6             | 42,9             | 31,2             | 69,1             | 3,8              | 3,9              | 1,1              | 0,4              | 13,7             | 5              | 2              | 28,9           | 49,3           | 46,2           | 72,4           | 4,6            | 3,0            | 1,0            | 0,4            | 21,0           |
| 2019/20                                                                                  | Бруклин  | 45               | 31               | 29,6             | 42,5             | 36,4             | 71,1             | 4,2              | 4,4              | 1,2              | 0,2              | 18,7             | 4              | 4              | 34,9           | 37,0           | 42,9           | 72,0           | 6,0            | 9,5            | 1,3            | 0,3            | 20,3           |
| 2020/21                                                                                  | Бруклин  | 12               | 4                | 27,8             | 43,5             | 34,9             | 76,5             | 4,3              | 6,0              | 1,1              | 0,5              | 18,5             | Не участвовал  | Не участвовал  | Не участвовал  | Не участвовал  | Не участвовал  | Не участвовал  | Не участвовал  | Не участвовал  | Не участвовал  | Не участвовал  | Не участвовал  |
| 2020/21                                                                                  | Индиана  | 35               | 35               | 32,9             | 44,3             | 31,8             | 82,2             | 4,6              | 4,9              | 1,5              | 0,7              | 20,7             | Не участвовал  | Не участвовал  | Не участвовал  | Не участвовал  | Не участвовал  | Не участвовал  | Не участвовал  | Не участвовал  | Не участвовал  | Не участвовал  | Не участвовал  |
| 2021/22                                                                                  | Индиана  | 39               | 39               | 31,1             | 44,7             | 32,3             | 76,0             | 3,8              | 4,4              | 0,9              | 0,5              | 18,7             | Не участвовал  | Не участвовал  | Не участвовал  | Не участвовал  | Не участвовал  | Не участвовал  | Не участвовал  | Не участвовал  | Не участвовал  | Не участвовал  | Не участвовал  |
| 2021/22                                                                                  | Кливленд | 19               | 10               | 29,8             | 43,5             | 31,3             | 74,5             | 3,4              | 3,9              | 0,8              | 0,3              | 13,6             | Не участвовал  | Не участвовал  | Не участвовал  | Не участвовал  | Не участвовал  | Не участвовал  | Не участвовал  | Не участвовал  | Не участвовал  | Не участвовал  | Не участвовал  |
| 2022/23                                                                                  | Кливленд | 74               | 30               | 30,2             | 43,1             | 39,2             | 72,2             | 3,8              | 3,9              | 1,0              | 0,3              | 12,1             | 5              | 3              | 33,9           | 42,9           | 36,1           | 61,5           | 4,6            | 2,6            | 0,4            | 0,2            | 15,0           |
| 2023/24                                                                                  | Кливленд | 68               | 10               | 28,8             | 42,1             | 32,5             | 76,6             | 4,1              | 5,1              | 1,1              | 0,5              | 14,0             | 11             | 1              | 25,3           | 43,1           | 18,2           | 65,4           | 3,6            | 2,3            | 0,8            | 0,5            | 10,1           |
|                                                                                          | Всего    | 460              | 220              | 28,2             | 43,4             | 34,1             | 73,9             | 3,9              | 4,1              | 1,1              | 0,4              | 14,1             | 25             | 10             | 29,3           | 43,1           | 34,5           | 68,8           | 4,4            | 3,6            | 0,8            | 0,4            | 14,9           |
| Наведите курсор мыши на аббревиатуры в заголовке таблицы, чтобы прочесть их расшифровку. |          |                  |                  |                  |                  |                  |                  |                  |                  |                  |                  |                  |                |                |                |                |                |                |                |                |                |                |                |

### Статистика в NCAA
| Сезон | Команда | Conf    | Class | GP  | GS | MPG  | FG%  | 3P%  | FT%  | RPG | APG | SPG | BPG | PPG  |
| --- | ------- | ------- | ----- | --- | -- | ---- | ---- | ---- | ---- | --- | --- | --- | --- | ---- |
| 2012/13 | Мичиган | Big Ten | FR    | 33  | 1  | 10,7 | 31,5 | 30,2 | 50,0 | 1,1 | 0,8 | 0,2 | 0,1 | 2,3  |
| 2013/14 | Мичиган | Big Ten | SO    | 37  | 37 | 34,0 | 43,9 | 40,8 | 76,7 | 4,3 | 2,9 | 1,2 | 0,3 | 12,9 |
| 2014/15 | Мичиган | Big Ten | JR    | 18  | 18 | 35,8 | 42,1 | 40,5 | 81,0 | 4,9 | 3,7 | 1,8 | 0,4 | 14,9 |
| 2015/16 | Мичиган | Big Ten | SR    | 15  | 14 | 30,9 | 50,6 | 44,6 | 79,4 | 5,3 | 4,9 | 1,0 | 0,2 | 16,5 |
| Всего | Всего   | Всего   | Всего | 103 | 70 | 26,4 | 43,4 | 40,1 | 77,0 | 3,5 | 2,7 | 0,9 | 0,2 | 10,4 |
| Наведите курсор мыши на аббревиатуры в заголовке таблицы, чтобы прочесть их расшифровку Статистика приведена с сайта sports-reference.com |         |         |       |     |    |      |      |      |      |     |     |     |     |      |